# Neohipparion

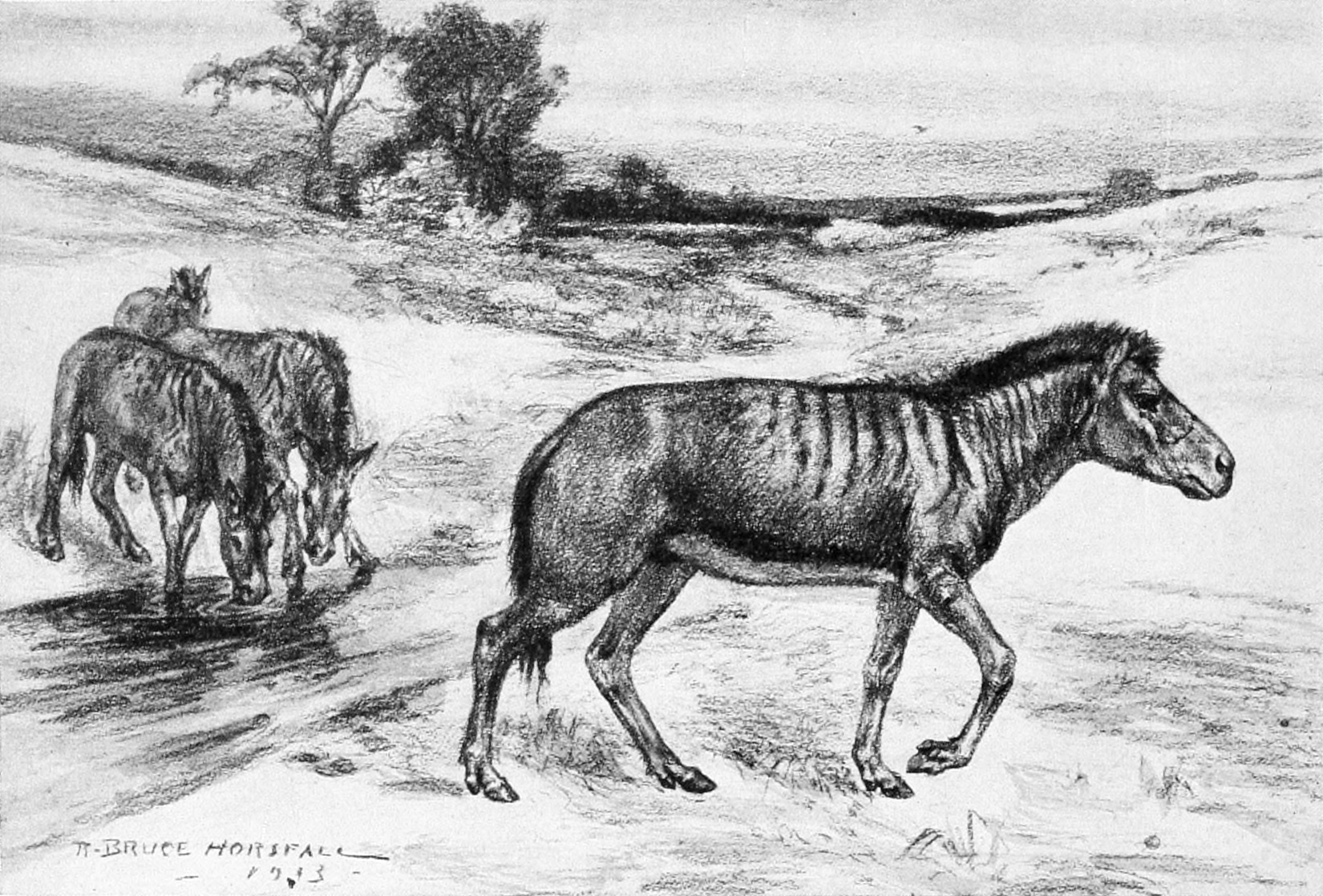
Художня реконструкція N. affine

Neohipparion — викопний рід непарнопалих з неогену (від міоцену до пліоцену) Північної та Центральної Америки. Цей доісторичний вид непарнокопитних досягав довжини від 137 до 152 см.